# 146

146(백사십육)은 145보다 크고 147보다 작은 자연수다.

## 수학
- 합성수로, 그 약수는 1, 2, 73, 146이다. 진약수의 합은 76이므로, 146은 부족수다.
  - 50번째 반소수다. 앞의 반소수는 145, 다음 반소수는 155다.
- 8번째 불가촉수다. 앞의 불가촉수는 124, 다음은 162이다.
- 6번째 팔면체수다. 앞의 팔면체수는 85, 다음은 231이다.
- {\displaystyle 146=5^{2}+11^{2}}
  - 서로 다른 두 소수(素數)의 제곱합으로 나타낼 수 있는 4번째 반소수다. 이 성질을 지닌 앞의 수는 74, 다음 수는 178이다. (OEIS의 수열 A103558)
  - 가장 작은 섹시 소수쌍의 제곱합이다. 이 성질을 지닌 다음 수는 218이다.
- {\displaystyle 3^{12}-1}은 146으로 나누어떨어진다.

## 과학·기술
- 혈장 단백질의 아미노산 결합 개수.
- NGC 146: 카시오페이아자리 방향에 있는 산개성단.
- 코스모스 146호: 소련의 인공위성.

## 교통

### 철도
- 수도권 전철 1호선 역곡역의 역번호.
- 대구 도시철도 1호선 안심역의 역번호.

### 도로
- 일본 146번 국도(일본어판): 군마현 아가쓰마군 나가노하라정에서 나가노현 기타사쿠군 가루이자와정까지 이어지는 일본의 국도.
- 현도 제146호선

## 군사
- U-146(영어판): 제2차 세계 대전에 사용된 나치 독일의 군용 잠수함.

## 문화유산
- 대한민국의 국보 제146호: 전 논산 청동방울 일괄
- 대한민국의 보물 제146호: 창녕 관룡사 약사전
- 대한민국의 사적 제146호: 무주 적상산성

## 방송
- 스카이라이프의 동아TV 채널 번호.
- 지니 TV의 위라이크 채널 번호.
- U+ TV의 채널W 채널 번호.
- LG헬로비전의 UMAX 채널 번호.
- B tv 케이블의 마운틴TV 채널 번호.

## 기타
- 연도: 146년, 기원전 146년
- 2011년 러시아 의회선거의 총 득표수. 이 때문에 2011년 러시아 반정부 시위가 일어났다.